# Pheidole vafra
Pheidole vafra är en myrart som beskrevs av Santschi 1923. Pheidole vafra ingår i släktet Pheidole och familjen myror.

## Underarter
Arten delas in i följande underarter:
- P. v. idiota
- P. v. vafra

## Bildgalleri

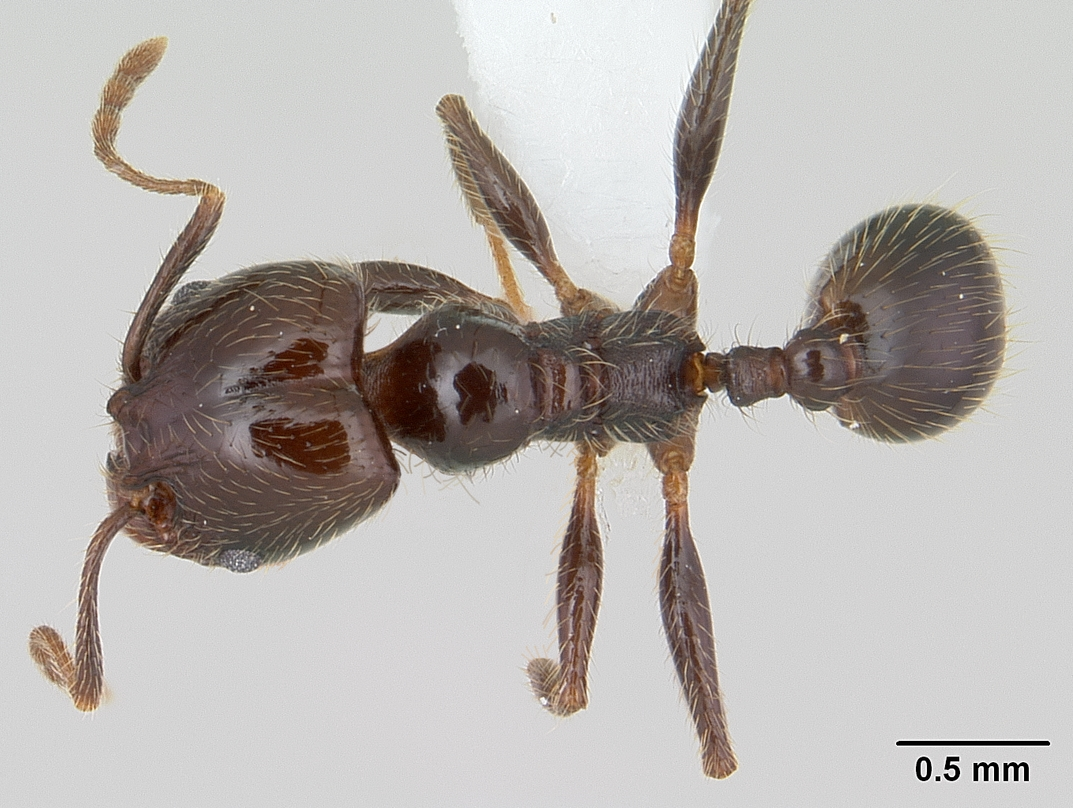
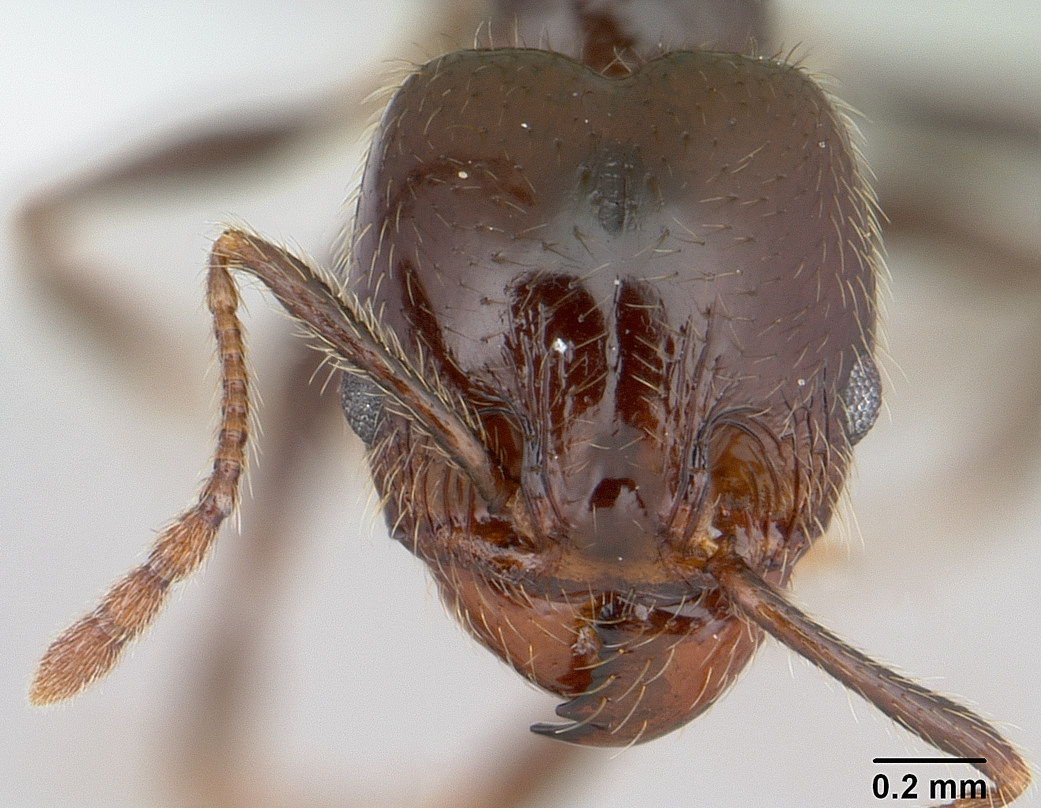
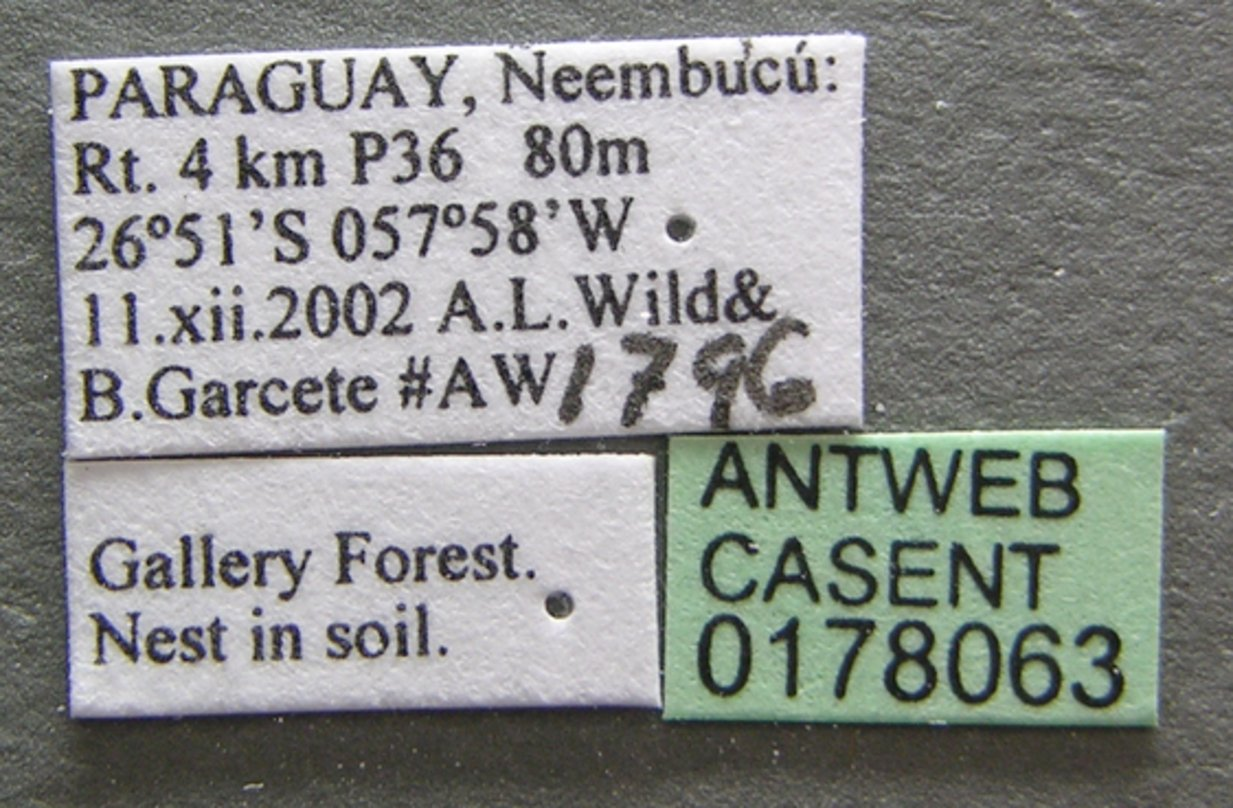
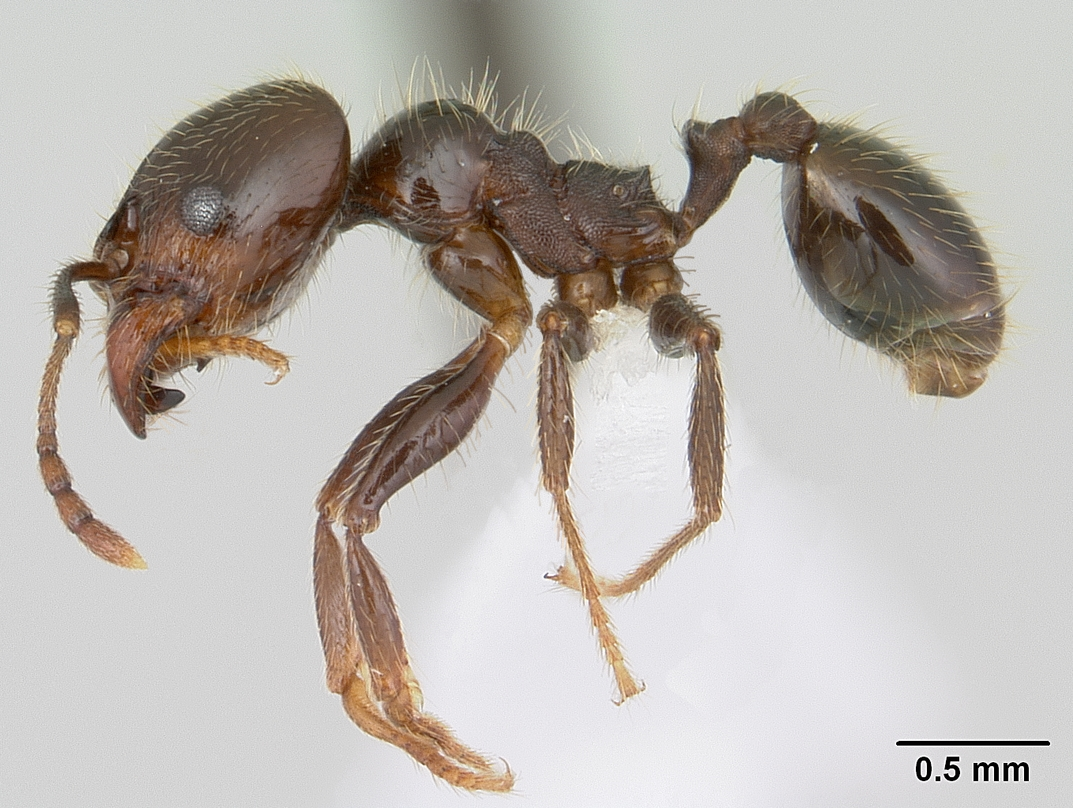
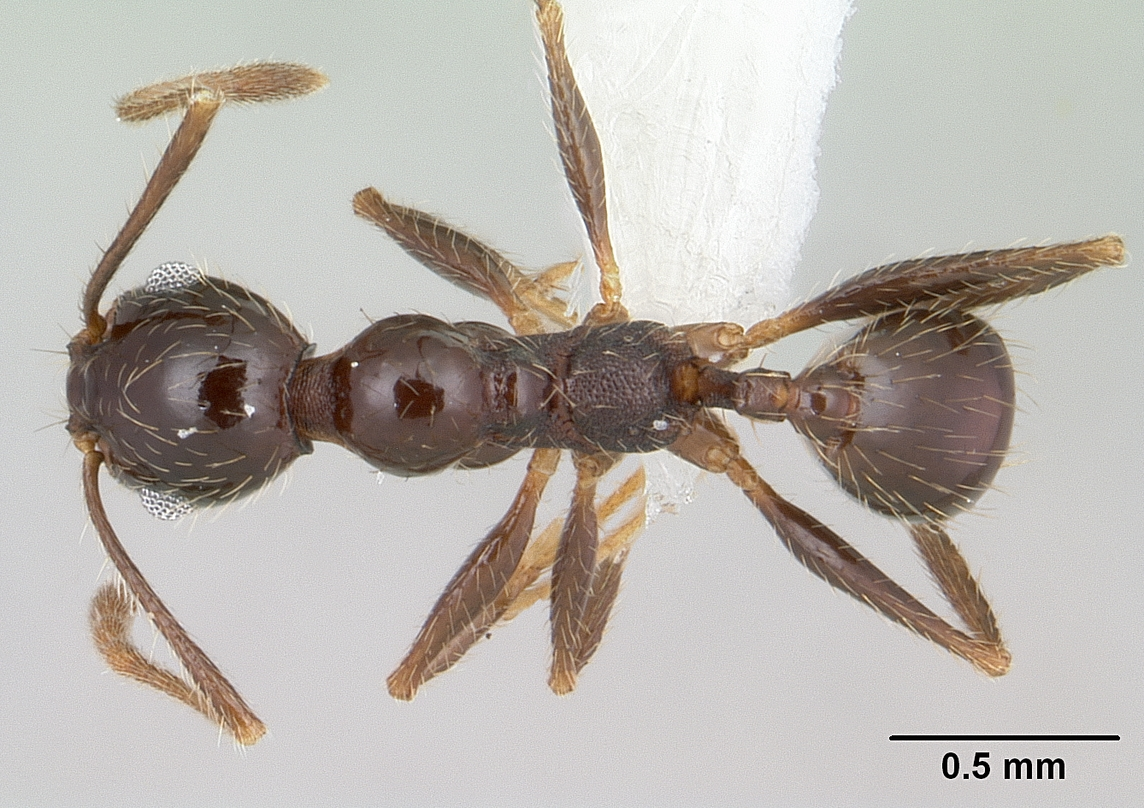
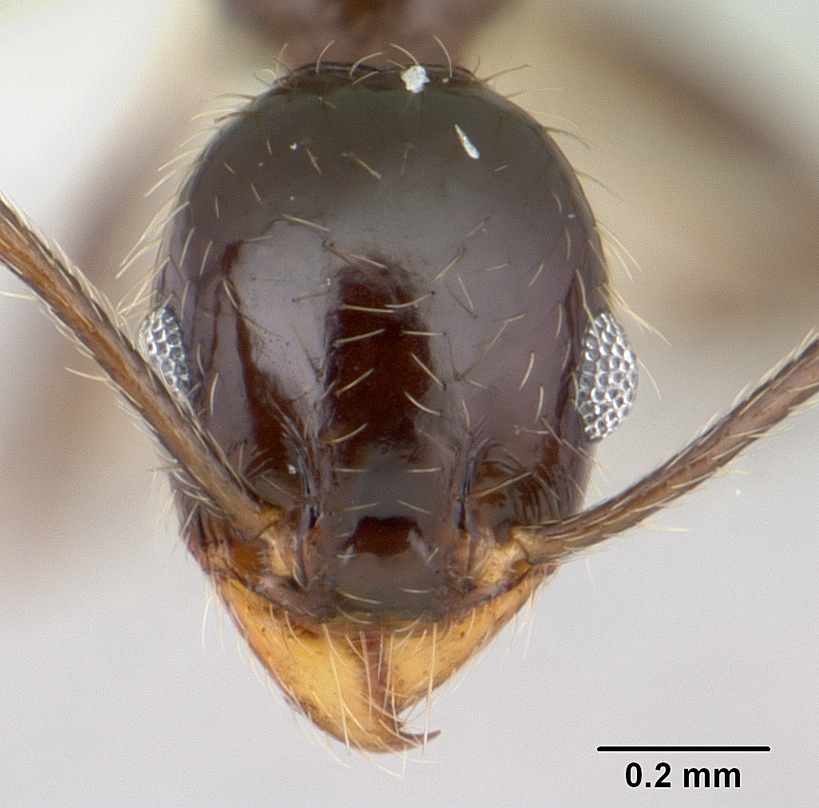